# リシチャンシクの戦い
リシチャンシクの戦い（リシチャンシクのたたかい）は、 2022年のロシアによるウクライナ侵攻中のドンバスの戦い（ウクライナ東部攻勢）におけるロシアとウクライナの間の軍事交戦である。ロシアの激しい砲撃と郊外での地上戦の後、親ロシアの分離主義組織ルガンスク人民共和国（LPR）は、7月2日に同国の部隊がリシチャンシクを制圧したと発表したものの、ウクライナは当初都市の制圧を否定した。7月3日、ロシアはリシチャンシクを支配したと主張し、翌日にウクライナ軍参謀本部は「ウクライナ兵の命を救うために」同国軍が同市から撤退したことを認めた。
リシチャンシクと同市の西側の一部の集落の占領を以って、ルハーンシク州全域が初めてLPRの支配下に置かれた。

## 背景

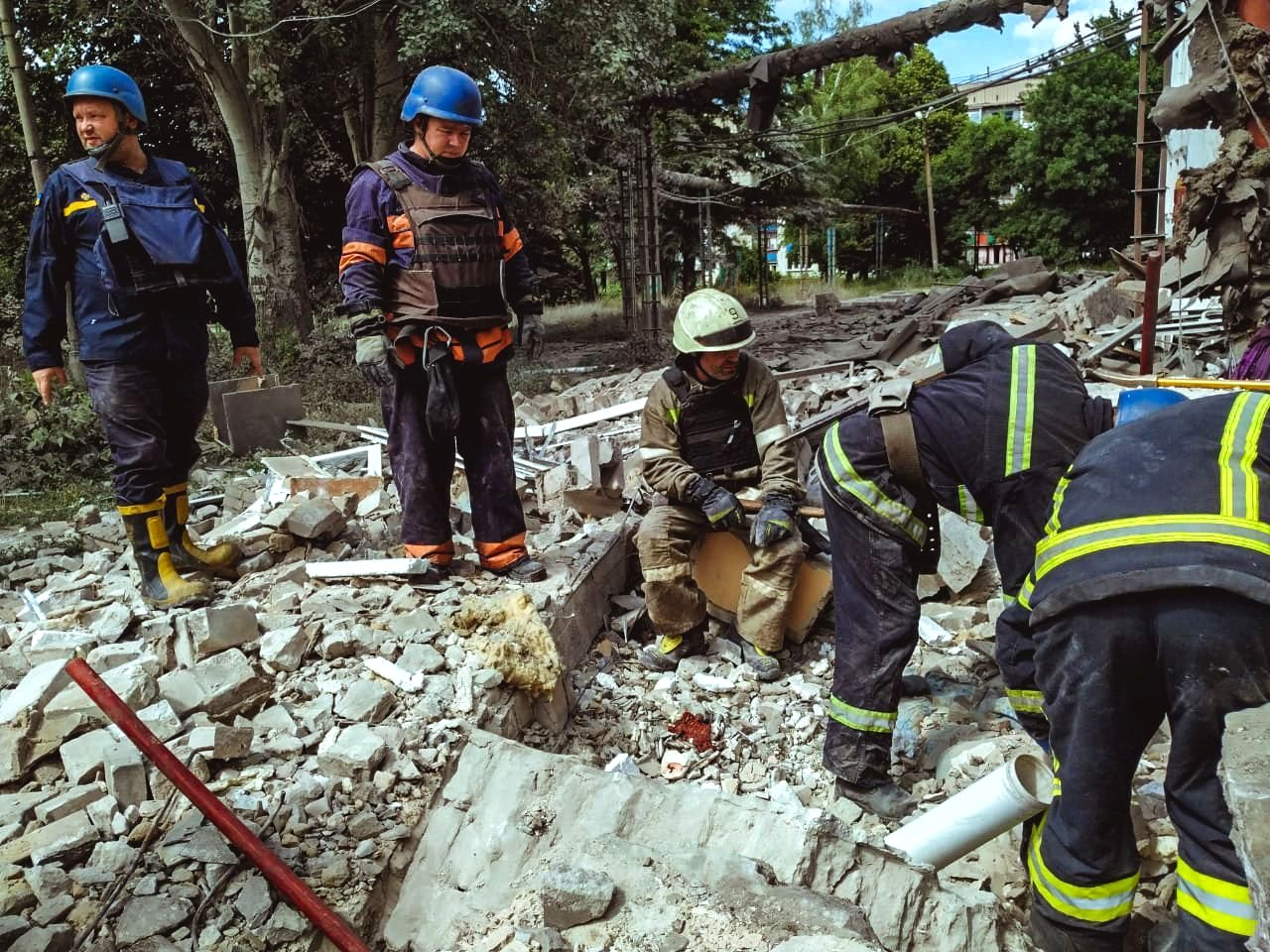
ロシアの空爆が行われたリシチャンシクの現場で活動するファーストレスポンダー（2022年6月16日）

セベロドネツクとリシチャンシクの2つの都市は、ドネツ川で隔てられている。丘の上の都市リシチャンシクは西岸に位置し、ウクライナの防衛者に高地を提供している。4月11日、ロシア軍は重砲でリシチャンシクを砲撃し、4棟の家屋を破壊し、1人を殺害、3人を負傷させた 。5月10日までに、リシチャンシクとセベロドネツクは、ルハーンシク州全体で唯一残るウクライナの要塞となった。セベロドネツクの戦いの間に、両都市をつなぐ3つの橋が破壊され、ウクライナ軍は川の向こう側のロシアの攻撃からより良い防御位置を得ることができた。
6月23日までに、ロシアは南で突破口を開き、トシュキウカでの戦いに勝利し、リシチャンシクの南で大きな戦果を上げた。6月22日にロシア軍はロスクティフカ、ミルナ・ドリナ、ライ・オレクサンドリフカとピドリスネを制圧した。6月23日、ロシア軍は、ヒルスケとゾロテの町を遮断・包囲し、翌日までに完全制圧したと主張した。6月25日までに、ロシアはセベロドネツクを占領した。南でロシアが突破口を開き、セベロドネツクでも勝利したことにより、ロシアの攻撃の焦点はリシチャンシクに移った。

## 戦闘経過
セベロドネツク陥落後、リシチャンシクはウクライナの支配下にあるルハーンシク州最後の主要都市となった。分離主義組織ルガンスク人民共和国（LPR）の軍隊は、ロシア軍と一緒に戦い、ロシアの大砲と空爆の支援を受けていた。
6月15日、CNNによると、ウクライナは民間人をウクライナ領内のリシチャンシクに避難させるため、ロシア軍にウクライナ支配地域につながる人道回廊への砲撃をやめるよう要求したが、ロシアはこれを拒否し、ロシア支配地域に住民を移送することによって避難させると主張した。
6月16、ロシアによる二度の空爆があり、市内のビルディングが崩落、市民に死傷者が出た。
ウクライナのリシチャンシク軍行政は、侵攻前人口9万5000人のうち避難希望者を含む市民10,000〜15,000人が残っているが、避難経路に対するロシア軍の砲撃により1日あたり約50人しか避難できていないと述べた。事実、LPRの軍将校は、2つの市内からの避難経路を遮断したと主張した。ロシア軍は、市内中心部から南西約10kmにあるリシチャンシク石油精製所に入り、砲兵ポストの設置など自軍の陣地を強化した。
6月25日、ウクライナ国家親衛隊の第4即応旅団は、リシチャンシクの防御陣地はセベロドネツクよりも防御しやすいと強調した。ロシア軍とLPR軍が南からリシチャンシクに入り、同日に市郊外にある鉱山とゼラチン工場に到達した。戦争研究所（ISW）によると、 NASAの資源管理システム向け火災情報（FIRMS）もまた、ゼラチン工場で「熱異常」を示しており、現地での軍事活動の報告を裏付けている。6月26日、タス通信は、ロシア軍とLPR軍が5つの方向から都市に侵入し、ウクライナの部隊を孤立させたと報じた。ウクライナ軍参謀本部は、ロシアの集中的な空爆と大砲はリシチャンシクを南から遮断することを目的としていると述べた。民間人の避難が命じられ、ポクロウシクでインタビューを受けた避難中の民間人の1人は、リシチャンシクの状況を「恐ろしい」と呼んだ。
6月28日、LPRの駐ロシア大使のロディオン・ミロシニクは、ウクライナ軍がリシチャンスク市内から撤退し始めたと主張した。ISWは、彼らがシヴェルシク、クラマトルスクおよびスラヴャンスクの防御しやすい陣地に向けて戦闘撤退を行っているとした。
6月29日、ウクライナのルハーンシク州知事のセルヒイ・ハイダイは、ロシアの部隊がリシチャンシク郊外に入ったが、市内では戦闘はないと述べた。伝えられるところによると、ウクライナのSu-25およびSu-24m爆撃機は、ルハンスク州において「最大10回の空爆」を行い、州内のロシアおよびLPRの兵站センター、燃料貯蔵所、装甲戦闘車両を攻撃した。ウクライナ軍参謀本部は、ロシアの空爆がリシチャンシク製油所で行われたと述べ、そこでは地上戦が行われたと報じられていた。

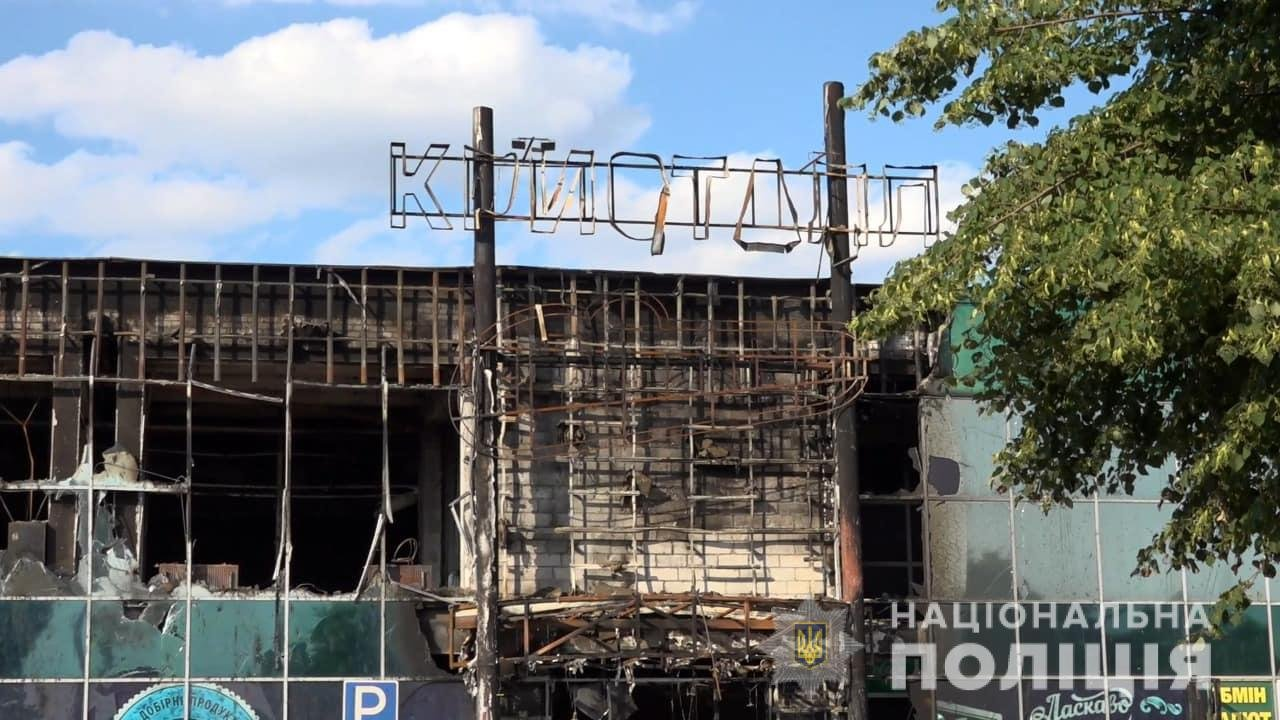
リシチャンシクのクリスタルショッピングモールの廃墟（6月30日）

6月30日、セルヒイ・ハイダイ知事は、絶え間ないロシアの砲空爆と地上攻撃により、市郊外で「戦闘のピーク」を迎えたと述べた。英国防省は、日刊報告で、石油精製所を中心に戦闘が行われた可能性が高く、市域のウクライナ部隊は陣地を維持していると述べた。ウクライナ軍参謀本部は、ロシアが製油所エリアでの攻撃中に「部分的な成功」を収め、製油所の南東部と北西部を支配していると発表した。また同参謀本部は、製油所北東のトポリクヴァ村、およびVovchoiarivkaとMaloriazantseveの町へのロシアの攻撃は「部分的に成功」し、トポリフカとリシチャンシク間の道路はロシアの射撃統制下にあると述べた。Sky Newsのレポートでは、「ぞっとするほど無差別な」ロシアのリシチャンシク砲撃を強調し、市内の状況を説明した。ジャーナリストのアレックス・クロフォードはこの街は「見る影もない」と呼び、地元の警察官の話を引用し、街の60パーセントが廃墟になっていると報じた。「第24旅団の第46大隊」の兵士は、隠された掩蔽壕の中からリシチャンスク石油精製所を防衛していた。公共事業体が停止した状態で、市内に残る民間人は近くの湖から給水し、援助センターからの食料品を待つ必要があった。クロフォードがインタビューした一部の親ロシアの民間人は、この状況についてロシアではなくウクライナ政府と西側政府を非難した。
LPRのロディオン・ミロシュニックはテレグラムへの投稿で、リシチャンシクが4方向から攻撃されており、連合部隊がドネツ川の右岸にヘリポートエリアを中心とする「広い橋頭堡」が設置されたと主張し、「そこからは、かなり広大な前線であり、彼らは市内中心部に向かって南西方向に移動した」と述べた。
7月1日までに、ロシア国防省は、リシチャンシクとバフムート間の高速道路を遮断する試みを継続するとともに、包囲の一環として、同国軍が市の郊外にある鉱山とゼラチン工場、および北西部の町プリビリアを占領したと述べた。ロシア国防省は、ウクライナ軍がこの地域において増加する脱走や、ある村で1日で120人以上の兵士が死亡するなどの甚大な損失に苦しんでいると主張した。
リシチャンスクとウクライナが支配するバフムートの間の街、ベレストヴェはウクライナ軍への補給を攻撃するロシアの砲空爆に晒され、ほぼ廃墟と化した。

### リシチャンシク陥落

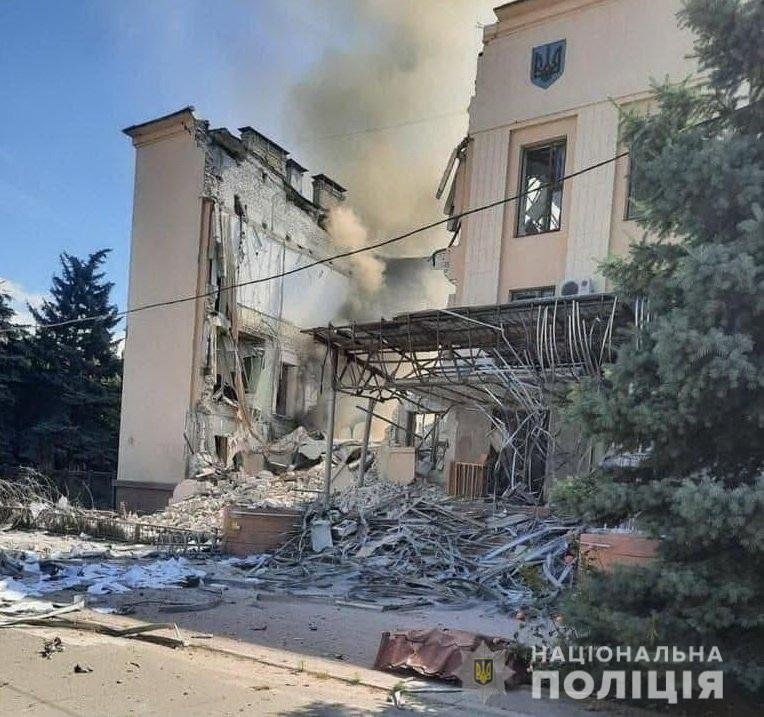
市の行政庁舎（2022年7月1日）

7月2日、セルヒイ・ハイダイ知事は、リシチャンシクの絶え間ない「高密度」砲撃に再び言及しつつ、ヴェルフニョオカミャンカ方面とゼラチン工場方面でロシアの前進が撃退されたことを強調した。ロシア側は、「最後の戦略的高地」を占領した後、都市の包囲を完了したと主張した一方、ウクライナ国家親衛隊は激しい衝突が続いているが、都市は「包囲されていない」と述べた。その後、ロシア軍はリシチャンシク中心部に到達したと報じられた。
7月2日午後、ロシア軍とLPR軍はリシチャンシクを制圧したと発表し、ISWはこの発表を認め、ウクライナ軍による撤退後に制圧された可能性が高いと述べた。ISWは、ウクライナによる都市の占領の否定を「時代遅れか誤っている」と呼んだ。この戦争を報道する軍事ブロガーのRob Leeは、リシチャンシク行政庁舎の外にいるロシア国家親衛隊のチェチェン兵士の映像をツイートした。ロシア側の情報筋はまた、廃墟と化した街の行政センターに旧ソ連の国旗が立てられたとされる動画をツイッターに投稿した。
7月3日、ウクライナのウォロディミル・ゼレンスキー大統領顧問のオレクシイ・アレストビッチは、リシチャンシクがロシア軍に制圧される恐れがあることを認めた。ルハーンシク州知事のセルヒイ・ガイダイは、同市が「不可解な残忍な戦術で」攻撃され、ロシア人は損失を出しつつ「頑固に前進」していると語った。ロシアのセルゲイ・ショイグ国防相はウラジーミル・プーチン大統領に、ロシア軍とLPR軍が同市を完全に支配していることを伝え、LPRは同市が「ウクライナの民族主義者から解放された」と述べ、リシチャンシクの陥落は、ロシアがドンバス全体を占領するという同国のより大きな目標の一部としてのルハーンシク州全域の占領という戦略的目標を達成したと述べた。
7月3日午後、ウクライナ軍参謀本部は同国軍隊がリシチャンシクから撤退したことを認めたが、ゼレンスキー大統領は同市が完全に占領されたことを否定し、「...リシチャンシクが（ロシアの）支配下にあるとは断言できない。リシチャンシクの郊外で戦いが激化している」と述べた。7月4日、ゼレンスキーはウクライナ軍がリシチャンシクから撤退したことを認めたが、「戦術と近代的な武器の供給増によって、我々は戻ってくる」と強調した。
2022年9月、戦闘が継続しており、ウクライナ軍がいくつかの集落を解放した。

## 死傷者
5月25日までに、リシチャンシクの戦闘と砲撃により150人の民間人が死亡した。
6月にも、ロシア軍の頻繁な空爆があり、市街の建物が崩落し、市民が死傷した。空爆で破壊されたビルの中をウクライナ兵と市民が共同で救助にあたっている動画がSNSで伝えられた。
6月27日、タンカーから給水している群衆にロシアのロケット弾が直撃したことにより、少なくとも民間人8人が死亡、42人が負傷した。ルハーンシク州知事のセルヒイ・ハイダイは、この攻撃で負傷した多くの人々が手術を受け、手足を失ったと述べた。また、この攻撃はクラスター爆弾で行われたと報告した（クラスター弾の使用は国際法で禁止されているが、ロシアもウクライナもクラスター弾に関する条約の締約国ではない）。ハイダイによれば、ロシア軍がリシチャンシク周辺で禁止兵器の対人地雷を用いていると述べた。これらの主張は当時独自に検証されていない。
侵攻前には、リシチャンシク市に9万5000人が住んでおり、ほぼウクライナ支配地域に避難したが、6月28日までに、まだ同市に1万5000人の民間人がいるという。彼らは、親ロシア派のほか、家財を守る為に避難しなかった人、避難が遅れ避難路への砲撃が激化し間に合わなかった人、家に残ることを希望した高齢者、などである。

## 分析
BBCの防衛特派員ジョナサン・ビールは、リシチャンシクの高地が天然の要害をもたらすとウクライナの防衛者が当初期待していたが、ロシアが南、北、西から都市を包囲していることと、戦場でも火力でロシアが優勢であることが、ポケット（孤立地帯）が完全に封鎖される前にウクライナ軍が撤退する誘因となったと述べている。ビールはまた、ウクライナ当局は7月3日、市内での戦闘について「異例にも沈黙しており」、恐らく作戦の安全上の理由からいかなる戦術的な撤退も伝えたくないのだろうと述べた。